# Simfonies de Wolfgang Amadeus Mozart
Les simfonies de Wolfgang Amadeus Mozart són una part important de les seves composicions. Mozart va compondre un important nombre de simfonies, durant un ampli període que cobreix uns 24 anys: des de 1764 fins al 1788. Segons la majoria de les investigacions recents, Mozart no va escriure només les 41 simfonies que apareixen referenciades en les edicions tradicionals, sinó que hi ha fins a 68 obres completes d'aquest tipus. No obstant, per convenció, la numeració original s'ha conservat i per això la seva última simfonia encara es coneix com la Simfonia núm. 41. Algunes de les simfonies (K. 297, K. 385, K. 550) foren revisades per l'autor després de les seves primeres versions.
Hi ha tres simfonies numerades que se sap que no són de Mozart. Les simfonies núm. 2 (atribuïda a Leopold Mozart) i la núm. 3 (composta per Karl Friedrich Abel) són espúries. Les simfonies espúries de Mozart són les que tenen una autenticitat dubtosa o falsa. Les simfonies que se sospita que no són de Mozart, però que no s'ha provat de quin compositor són, estan encara en aquesta llista. Simfonia núm. 37 de Mozart és en realitat la Simfonia núm. 25 de Michael Haydn; Mozart només va afegir 20 compassos de la introducció lenta. N'hi ha tres més –K. 66 C, K. 66d i K. 66e– que s'han perdut i no s'ha pogut demostrar que fossin composicions de Mozart; per aquest motiu no han estat incloses en la llista.
Altres obres simfòniques que no van formar part de la seqüència de les 41 simfonies del catàleg Köchel original, han estat inclosos en posteriors edicions tot i que no estan en una seqüència cronològica. A més, hi ha alguna simfonia autèntica que mai ha tingut numeració. En resum, les simfonies en la seqüència cronològica 1-41 s'han enumerat primer; les simfonies que tindrien els números 42 a 56 s'enumeren després i, finalment, apareixen les altres simfonies. Pel que fa a la numeració, les simfonies de la 42 a la 56 de vegades presenten les sigles "GA" abans del número, que era com apareixien a l'Alte Mozart-Ausgabe. No hi ha simfonies "GA 49" i "53 GA".

## Llista de les simfonies
| Número                           | Tonalitat | K.                           | Any     | Informació |
| -------------------------------- | --------- | ---------------------------- | ------- | --- |
| 1                                | Mi♭ major | K. 16                        | 1764-5  | - Simfonia núm. 1: Partitura i Informe crític (alemany) al Neue Mozart-Ausgabe |
| 2 (espúria)                      | Si♭ major | K. 17/ Anh.C 11.02           | 1765?   | - Simfonia núm. 2: Partitura lliure a l'IMSLP. |
| 3 (espúria)                      | Mi♭ major | K. 18/Anh.A 51               | 1767?   | - Simfonia núm. 3: Partitura lliure a l'IMSLP. |
| 4                                |           | K. 19                        | 1765    | - Simfonia núm. 4: Partitura i Informe crític (alemany) al Neue Mozart-Ausgabe |
| 5 «l'Haia»                       | Si♭ major | K. 22                        | 1765    | - Simfonia núm. 5: Partitura i Informe crític (alemany) al Neue Mozart-Ausgabe |
| 6                                | La major  | K. 43                        | 1767    | - Simfonia núm. 6: Partitura i Informe crític (alemany) al Neue Mozart-Ausgabe |
| 7                                | Re major  | K. 45                        | 1768    | - Simfonia núm. 7: Partitura i Informe crític (alemany) al Neue Mozart-Ausgabe |
| 8                                | Re major  | K. 48                        | 1768    | - Simfonia núm. 8: Partitura i Informe crític (alemany) al Neue Mozart-Ausgabe |
| 9                                | Do major  | K. 73/75a                    | 1769-70 | - Simfonia núm. 9: Partitura i Informe crític (alemany) al Neue Mozart-Ausgabe |
| 10                               | Sol major | K. 74                        | 1770    | - Simfonia núm. 10: Partitura i Informe crític (alemany) al Neue Mozart-Ausgabe |
| 11 (dubtosa)                     | Re major  | K. 84/73q                    | 1770    | - Simfonia núm. 11: Partitura i Informe crític (alemany) al Neue Mozart-Ausgabe |
| 12                               | Sol major | K. 110/75b                   | 1771    | - Simfonia núm. 12: Partitura i Informe crític (alemany) al Neue Mozart-Ausgabe |
| 13                               | La major  | K. 112                       | 1771    | - Simfonia núm. 13: Partitura i Informe crític (alemany) al Neue Mozart-Ausgabe |
| 14                               | La major  | K. 114                       | 1771    | - Simfonia núm. 14: Partitura i Informe crític (alemany) al Neue Mozart-Ausgabe |
| 15                               | Sol major | K. 124                       | 1772    | - Simfonia núm. 15: Partitura i Informe crític (alemany) al Neue Mozart-Ausgabe |
| 16                               | Do major  | K. 128                       | 1772    | - Simfonia núm. 16: Partitura i Informe crític (alemany) al Neue Mozart-Ausgabe |
| 17                               | Sol major | K. 129                       | 1772    | - Simfonia núm. 17: Partitura i Informe crític (alemany) al Neue Mozart-Ausgabe |
| 18                               | La major  | K. 130                       | 1772    | - Simfonia núm. 18: Partitura i Informe crític (alemany) al Neue Mozart-Ausgabe |
| 19                               | Mi♭ major | K. 132                       | 1772    | - Simfonia núm. 19: Partitura i Informe crític (alemany) al Neue Mozart-Ausgabe |
| 20                               | Re major  | K. 133                       | 1772    | - Simfonia núm. 20: Partitura i Informe crític (alemany) al Neue Mozart-Ausgabe |
| 21                               | La major  | K. 134                       | 1772    | - Simfonia núm. 21: Partitura i Informe crític (alemany) al Neue Mozart-Ausgabe |
| 22                               | Do major  | K. 162                       | 1773    | - Simfonia núm. 22: Partitura i Informe crític (alemany) al Neue Mozart-Ausgabe |
| 23                               | Re major  | K. 181/162b                  | 1773    | - Simfonia núm. 23: Partitura i Informe crític (alemany) al Neue Mozart-Ausgabe |
| 24                               | Si♭ major | K. 182/173dA                 | 1773    | - Simfonia núm. 24: Partitura i Informe crític (alemany) al Neue Mozart-Ausgabe |
| 25 «Petita en sol menor»         | Sol menor | K. 183/173dB                 | 1773    | - Simfonia núm. 25: Partitura i Informe crític (alemany) al Neue Mozart-Ausgabe |
| 26                               | Mi♭ major | K. 184/161a                  | 1773    | - Simfonia núm. 26: Partitura i Informe crític (alemany) al Neue Mozart-Ausgabe |
| 27                               | Sol major | K. 199/161b                  | 1773    | - Simfonia núm. 27: Partitura i Informe crític (alemany) al Neue Mozart-Ausgabe |
| 28                               | Do major  | K. 200/189k                  | 1774    | - Simfonia núm. 28: Partitura i Informe crític (alemany) al Neue Mozart-Ausgabe |
| 29                               | La major  | K. 201/186a                  | 1774    | - Simfonia núm. 29: Partitura i Informe crític (alemany) al Neue Mozart-Ausgabe |
| 30                               | Re major  | K. 202/186b                  | 1774    | - Simfonia núm. 30: Partitura i Informe crític (alemany) al Neue Mozart-Ausgabe |
| 31 «Paris»                       | Re major  | K. 297/300a                  | 1778    | - Simfonia núm. 31: Partitura i Informe crític (alemany) al Neue Mozart-Ausgabe |
| 32 Obertura a l'estil italià     | Sol major | K. 318                       | 1779    | - Simfonia núm. 32: Partitura i Informe crític (alemany) al Neue Mozart-Ausgabe |
| 33                               | Si♭ major | K. 319                       | 1779    | - Simfonia núm. 33: Partitura i Informe crític (alemany) al Neue Mozart-Ausgabe |
| 34                               | Do major  | K. 338                       | 1780    | - Simfonia núm. 34: Partitura i Informe crític (alemany) al Neue Mozart-Ausgabe |
| 35 «Haffner»                     | Re major  | K. 385                       | 1782    | - Simfonia núm. 35: Partitura i Informe crític (alemany) al Neue Mozart-Ausgabe |
| 36 "Linz"                        | Do major  | K. 425                       | 1783    | - Simfonia núm. 36: Partitura i Informe crític (alemany) al Neue Mozart-Ausgabe |
| 37                               | Sol major | K. 444/ (425a+Anh.A 53)      | 1783    | Simfonia núm. 37: Partitura lliure a l'IMSLP. |
| 38 «Praga»                       | Re major  | K. 504                       | 1786    | - Simfonia núm. 38: Partitura i Informe crític (alemany) al Neue Mozart-Ausgabe |
| 39                               | Mi♭ major | K. 543                       | 1788    | - Simfonia núm. 39: Partitura i Informe crític (alemany) al Neue Mozart-Ausgabe |
| 40 «Gran en sol menor»           | Sol menor | K. 550                       | 1788    | - Simfonia núm. 40 (1st version): Partitura i Informe crític (alemany) al Neue Mozart-Ausgabe - Simfonia núm. 40 (2nd version): Partitura i Informe crític (alemany) al Neue Mozart-Ausgabe |
| 41 «Jupiter»                     | Do major  | K. 551                       | 1788    | - Simfonia núm. 41: Partitura i Informe crític (alemany) al Neue Mozart-Ausgabe |
| GA 42 (dubtosa)                  | La major  | K. 75                        | 1771    | - Simfonia, K. 75: Partitura i Informe crític (alemany) al Neue Mozart-Ausgabe |
| GA 43 (dubtosa)                  | La major  | K. 76/42a                    | 1767    | - Simfonia, K. 76: Partitura i Informe crític (alemany) al Neue Mozart-Ausgabe |
| GA 44 (dubtosa)                  | Re major  | K. 81/73l                    | 1770    | - Simfonia, K. 81: Partitura i Informe crític (alemany) al Neue Mozart-Ausgabe |
| GA 45 (dubtosa)                  | Re major  | K. 95/73n                    | 1770    | - Simfonia, K. 95: Partitura i Informe crític (alemany) al Neue Mozart-Ausgabe |
| GA 46 (dubtosa)                  | Do major  | K. 96/111b                   | 1771    | - Simfonia, K. 96: Partitura i Informe crític (alemany) al Neue Mozart-Ausgabe |
| GA 47 (dubtosa)                  | Re major  | K. 97/73m                    | 1770    | - Simfonia, K. 97: Partitura i Informe crític (alemany) al Neue Mozart-Ausgabe |
| GA 48                            | Re major  | K. 111+ (120/111a)           | 1771    | - - Simfonia, K. 111+120: Partitura i Informe crític (alemany) al Neue Mozart-Ausgabe |
| GA 50                            | Re major  | K. (126+(161/163)) /141a     | 1772    | - - Simfonia, K. 141a: Partitura i Informe crític (alemany) al Neue Mozart-Ausgabe |
| GA 51                            | Re major  | K. 196+(121/207a)            | 1774-75 | - - Simfonia, K. 196+121: Partitura i Informe crític (alemany) al Neue Mozart-Ausgabe |
| GA 52                            | Do major  | K. 208+(102/213c)            | 1775    | - - Simfonia, K. 208+102: Partitura i Informe crític (alemany) al Neue Mozart-Ausgabe |
| GA 54 (dubtosa)                  | Si♭ major | K. Anh. 216/ 74g/Anh.C 11.03 | 1771    | - - Simfonia, K. 74g: Partitura i Informe crític (alemany) al Neue Mozart-Ausgabe |
| GA 55 (dubtosa)                  | Si♭ major | K. Anh. 214 /45b             | 1768    | - Simfonia, K. 45b: Partitura i Informe crític (alemany) al Neue Mozart-Ausgabe |
| GA 56 (dubtosa)                  | La major  | K. 98/ Anh.C 11.04           | 1771?   | - Simfonia, K. 98: Partitura lliure a l'IMSLP. |
| (no numerada) (dubtosa) "Odense" | La menor  | K. Anh. 220 /16a             | 1765?   | - - Simfonia, K. 16a: Partitura i Informe crític (alemany) al Neue Mozart-Ausgabe |
| (no numerada)                    | Fa major  | K. Anh. 223 /19a             | 1765    | - Simfonia, K. 19a: Partitura i Informe crític (alemany) al Neue Mozart-Ausgabe |
| "7a" «Vell Lambach»              | Sol major | K. Anh. 221/45a              | 1766    | - Simfonia, K. 45a (1a versió): Partitura i Informe crític (alemany) al Neue Mozart-Ausgabe - Simfonia, K. 45a (2nd version): Partitura i Informe crític (alemany) al Neue Mozart-Ausgabe   |
| (no numerada)                    | Re major  | K. 135+61h                   | 1772?   | - No score available |
| (no numerada)                    | Re major  | K. 204/213a                  | 1775    | - - Simfonia, K. 204: Partitura i Informe crític (alemany) al Neue Mozart-Ausgabe |
| (no numerada)                    | Re major  | K. 250/284b                  | 1776    | - - Simfonia, K. 250: Partitura i Informe crític (alemany) al Neue Mozart-Ausgabe |
| (no numerada)                    | Re major  | K. 320                       | 1779    | - - Simfonia, K. 320: Partitura i Informe crític (alemany) al Neue Mozart-Ausgabe |
| (no numerada) (només el minuet)  | Do major  | K. 409                       | 1782    | - - Minuet simfònic, K. 409: Partitura i Informe crític (alemany) al Neue Mozart-Ausgabe |